# Pali anđeo
Pali anđeo je, prema judeo-kršćanskom vjerovanju, anđeo koji je protjeran s neba. Ta kazna je posljedica neposlušnosti i pobune dijela anđela protiv Boga. Najpoznatiji pali anđeo je Lucifer.

## Knjiga proroka Henoka
Prema apokrifnoj Knjizi proroka Henoka, grupa od dvije stotine anđela, zvanih Promatračima, sišla je s nebesa na Zemlju kako bi se oženili ljudskim ženama i dobili s njma djecu. Imena njihovih poglavara su Samjaza, njihov vođa, Urakabarameel, Akibeel, Tamiel, Ramuel, Danel, Azkeel, Saraknjal, Asael, Armers, Batraal, Anane, Zavebe, Samsaveel, Ertael, Turel, Jomjael i Arazjal (Hen 7,1-9).
Svaki od anđela uze ženu i počne ih podučavati vradžbinama, zazivima i uporabi ljekovitog bilja. Žene su rodile divove, potomke anđela. Tada je, prema opisu u knjizi, Bog odlučio kazniti anđele koji su sišli na Zemlju, zbog miješanja sa ženama te pošalje arkanđele Gabriela i Mihovila da unište njihove potomke te uhvate i bace ispod zemlje neposlušne anđele, gdje će ostati zatvoreni sve do Sudnjeg dana (Hen 10,13-16).

## Novi zavjet
Najizravniji spomen na pale anđele u Novom zavjetu, nalazimo u dvije apostolske poslanice. Tako u Drugoj Petrovoj poslanici (2 Pt 2,4) stoji:
| » | Doista, Bog nije poštedio ni anđela koji sagriješiše, nego ih je strovalio u pakao, i predao ih za sud. | « |
|   | |   |

U Judinoj poslanici (Jd 1,6) također se spominje pobuna anđela i njihov pad:
| » | Također, anđele koji ne održaše svojega dostojanstva, nego ostaviše svoje prebivalište, zadržao je (Bog) vječnim okovima u mraku za sud velikoga dana. | « |
|   | |   |

Postoje i drugi odlomci u Novom zavjetu koji neizravno spominju pad anđela, poput Evanđelja po Luki (Lk 10,18), gdje se spominje pad Sotone s neba kao munja i Evanđelja po Mateju (Mt 25,41) gdje piše o vječnom ognju pripravljenom đavlu i njegovim anđelima.

## Grijeh anđela
Kršćanski demonolog Egon von Petersdorff (1892. – 1963.) u svom djelu "Demoni, vještice, spiritisti" (Daemonen, Hexen, Spiritisten, 1960.) pojašnjava prirodu zla i tzv. pragrijeh koji su počinili anđeli kada su ustali protiv Boga. O odnosu između Boga, počinitelja grijeha i samog grijeha, kazuje dogma donesena na Lateranskom koncilu 1215. godine:
| » | Đavla i ostale demone Bog je po njihovoj naravi stvorio kao dobre, ali su oni sami po sebi postali zli. | « |
|   | |   |

U procesu tzv. prokušavanje anđela podbacio je jedan dio anđela na čelu s Luciferom koji je želio postati sličan Bogu. Zbog toga su on i anđeli koji su stali uz njega izgubili Božju milost bez mogućnosti otkupljenja.